# Lucrecia Barberini
Lucrecia Barberini (en italiano, Lucrezia Barberini; Roma, 24 de octubre de 1628-Módena, 24 de agosto de 1699) fue una noble italiana, miembro de la Casa de Barberini. Fue duquesa de Módena y Reggio como la última esposa de Francisco I de Este, duque de Módena y Reggio. 

## Biografía
Lucrecia fue la mayor de los cinco hijos de Taddeo Barberini, príncipe de Palestrina, y de Ana Colonna. Fue hermana de Maffeo, confaloniero de la Iglesia, y del cardenal Carlo. 
Se casó el 14 de octubre de 1654, con Francisco I, duque de Módena y Reggio, en Loreto. Tuvieron un hijo, Reinaldo (1655-1737), sucesor de su padre.
Lucrecia murió el 24 de agosto de 1699, a los setenta años de edad.